# Нургожин, Мукуш
Мукуш Нургожин (1886 год — 1965 год) — старший табунщик колхоза имени Калинина Амангельдинского района Кустанайской области, Казахская ССР. Герой Социалистического Труда (1948).
Родился в 1886 году на территории современного Джангельдинского района Костанайской области. С 30-х годов XX столетия трудился табунщиком, старшим табунщиком в колхозе имени Калинина (позднее — колхоз «Шили») Амангельдинского района.
Указом Президиума Верховного Совета СССР от 23 июня 1948 года за получение высокой продуктивности животноводства в 1947 году при выполнении колхозом обязательных поставок сельскохозяйственных продуктов и плана развития животноводства удостоен звания Героя Социалистического Труда с вручением ордена Ленина и золотой медали «Серп и Молот».
Скончался в 1965 году.